# چراغ‌کوسه کوتوله
چراغ‌کوسه کوتوله (نام علمی: Etmopterus fusus) نام یک گونه از راسته خاردارکوسه‌سانان است.